# Stephan Eicher

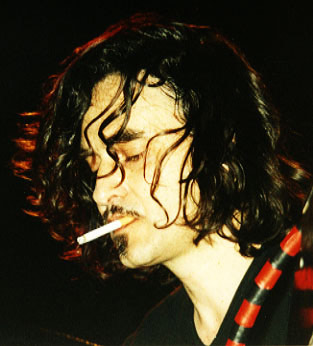
2002

Stephan Eicher (Münchenbuchsee, 17 de agosto de 1960) es un cantautor y artista gráfico suizo.
Nació en una localidad cercana a Berna. Es el segundo de tres hijos, su madre es alsaciana y su padre músico yeniche. Tiene dos hijos, Carlo y Raphaël.
Estudió en un internado privado del Oberland bernés y más tarde comenzó a trabajar en un hotel, el la oficina de correos, en una fábrica y en bares antes de comenzar a estudiar en Zúrich cursos de vídeo en tanto en cuanto se iba formando como cantautor. Mientras tanto además fue miembro de grupos como The Noise Boys, Grauzone o Liliput. 
Canta en alemán, francés, italiano , romanche e inglés, y ha desarrollado estilos musicales como el Synth pop

## Discografía

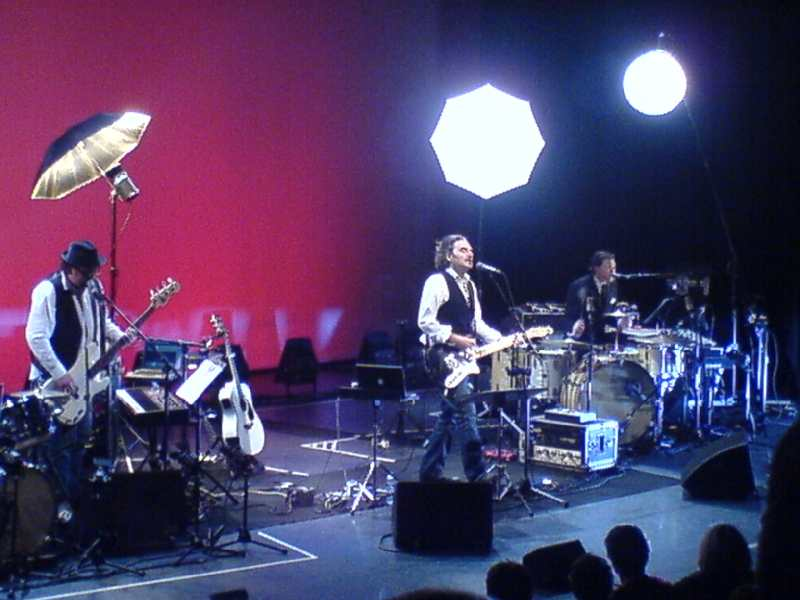
Grand Quevilly, Rouen, 12 de marzo de 2008

### ConGrauzone
- 1980: Grauzone
- 1981: Eisbar (45 t.)
- 1998: Die Surnrise Tapes

### Solista
- 1980: Spielt Noise Boys
- 1982: Souvenir
- 1983: Les Chansons bleues
- 1984: Les Filles de Limmatquai
- 1985: I Tell This Night
- 1987: Silence
- 1989: My Place
- 1991: Engelberg
- 1993: Carcassonne
- 1994: Non ci badar, guarda e passa
- 1996: 1000 vies
- 1999: Louanges
- 2001: Hotel's (Compilation)
- 2002: Monsieur N. – Banda sonora original del film de Antoine de Caunes
- 2003: Taxi Europa
- 2004: Tour Taxi Europa (Live)
- 2007: Eldorado
- 2009: Traces
- 2010: Spielt Noise Boys
- 2010: L'Envolée